# Faktion
Faktion er en genre der blander fagteksten og skønlitteraturen – ordet er fremkommet ved en blanding af ordene fakta og fiktion. Forskellen mellem fagtekster og skønlitterære tekster er deres forhold til virkeligheden. Fagteksten skal nødvendigvis bestræbe sig på at sige noget sandt om sit emne, det skal den skønlitterære tekst ikke. Hvor fagteksten er lukket og skal læses med en faktaorienteret læsemåde, er den skønlitterære tekst åben og skal læses litterært.
Faktion er et hyppigt anvendt virkemiddel i historiske romaner. Et argument for denne genre er, at den muliggør en indlevelse i de fortidige livsbetingelser, som faglitteraturen har vanskeligt ved at frembringe. Et argument imod faktion er, at en sammenblanding af virkelige personer og fiktive figurer skaber falske billeder af den "virkelige historie". I en kontroversiel analyse, foretaget af den britiske historiker Hayden White, argumenteres der for, at den historiske fortælling grundlæggende indeholder de samme elementer som det litterære værk: Romance, komedie, tragedie og satire.